# Sybra ornaticollis
Sybra ornaticollis är en skalbaggsart som beskrevs av Stefan von Breuning 1961. Sybra ornaticollis ingår i släktet Sybra och familjen långhorningar. Inga underarter finns listade i Catalogue of Life.